# Rede de Viação Paraná-Santa Catarina

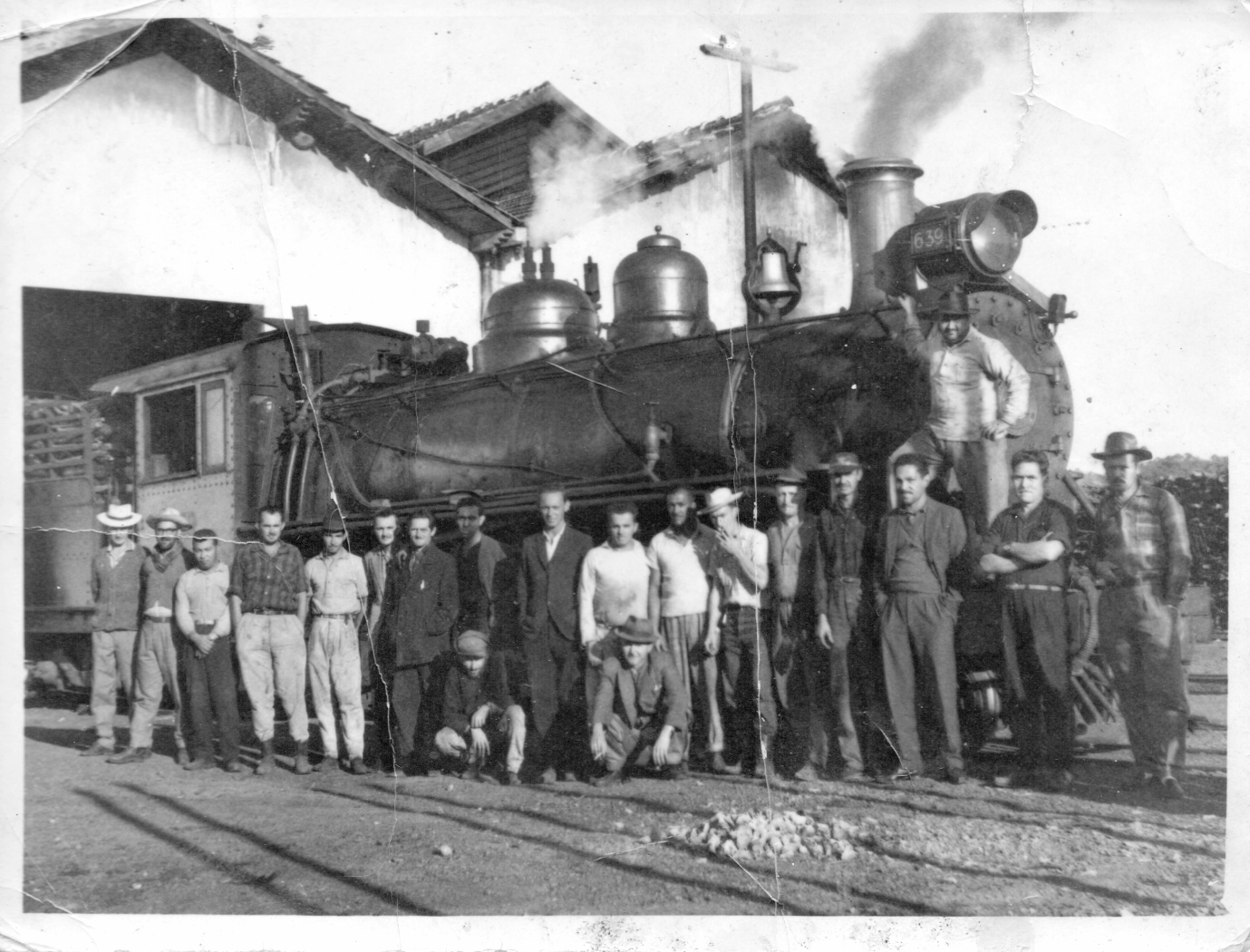
Mecânicos ferroviários no município de Wenceslau Braz em 1954.

A Rede de Viação Paraná-Santa Catarina foi uma autarquia federal instituída oficialmente em 1942 pelo presidente Getúlio Vargas através do Decreto-Lei nº 4.746 de 25 de setembro, cuja era "destinada à exploração de transportes ferroviários e rodoviários e ao exercício de atividades industriais e comerciais conexas", segundo Art. 1º do decreto supracitado.

## Surgimento das estradas de ferro no Paraná

### Estrada de Ferro Paraná
A Estrada de Ferro Paraná foi o primeiro trecho ferroviário a surgir no estado do Paraná. Com o passar dos anos foram surgindo vários outros, nos estados do Paraná, de São Paulo e de Santa Catarina, porém como ferrovias autônomas. Os primeiros estudos para a construção de uma estrada ligando o litoral paranaense a capital datam de 1875.
O trecho entre Curitiba e Paranaguá é uma das mais famosas no Brasil e mesmo no mundo, pois como a São Paulo Railway em São Paulo, foi uma obra sobre a Serra do Mar que teve de vencer os óbvios obstáculos da serra, que pareciam intransponíveis nos anos 1880. Aberta pela então Estrada de Ferro Paraná, e sendo de simples aderência, ao contrário da linha da SPR, a obra por isto acabou sendo mais difícil. O primeiro trecho foi inaugurado em 19 de dezembro de 1883, na baixada, e no início de 1885 alcançava Curitiba, tendo sido esta a primeira ferrovia do Estado do Paraná. Foi prolongada apenas em 1891 a partir de Curitiba até Ponta Grossa e foram construídos os ramais de Rio Negro e de Mafra Serrinha. Em 1892, um ramal partindo de Morretes levou o trem até o porto de Antonina, no então Ramal de Antonina.
Historicamente teve início com o desembarque em torno do ano de 1879 no Porto de Paranaguá de diversos imigrantes Italianos. Instalaram-se na localidade de PORTO DE CIMA e ali desenvolveram as atividades de construção da Linha Paranaguá-Curitiba. No ano de 1890, se mudaram para a localidade de Banhado Grande, onde existe uma estação com esse nome e ali permaneceram até 1885/1886 quando então, foram para a localidade de Restinga Seca, próxima a Cidade de Palmeira, para dar continuidade ao trecho Curitiba-Ponta Grossa.
A linha foi incorporada pela RVPSC, depois passou ao controle federal da RFFSA em 1957. Em 1997, foi incorporada na concessão da Malha Sul, vencida pela FSA - Ferrovia Sul Atlântico, que em 1999 tornou-se a América Latina Logística (ALL). Em abril de 2015, a ALL foi incorporada pela Rumo Logística.
A linha ainda é hoje praticamente a original, tendo deixado de partir da estação velha de Curitiba, em 1972, para partir da nova, a cerca de apenas um quilômetro da antiga. Até hoje correm trens de passageiros por ela.

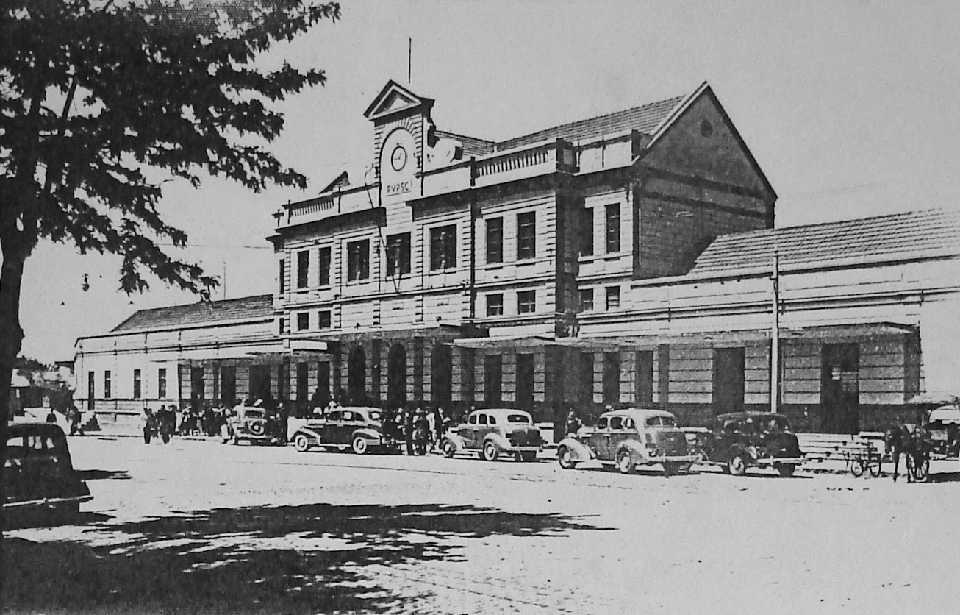
Antiga Estação Ferroviária de Curitiba, atual Museu Ferroviário de Curitiba.

### Estrada de Ferro São Paulo-Rio Grande
O engenheiro João Teixeira Soares projetou, em 1887, o traçado de uma estrada-de-ferro entre Itararé (SP) e Santa Maria (RS), com 1.403 km de extensão, para ligar a então Província de São Paulo, Província do Paraná, Província de Santa Catarina e Província do Rio Grande do Sul pelo interior, o que permitiria a conexão, por ferrovia, do Rio de Janeiro à Argentina e ao Uruguai.

Em 9 de novembro de 1889, poucos dias antes da proclamação da república brasileira, o Imperador D. Pedro II outorgou a concessão dessa estrada-de-ferro a Teixeira Soares. Sua construção teve início em 1897, no sentido norte-sul, tendo o trecho de 264 km entre Itararé e Rio Iguaçu (em Porto União) sido concluído em 1905. Em 1908 Percival Farquhar, através de sua holding Brazil Railway Company, adquiriu o controle da Companhia de Estrada de Ferro São Paulo-Rio Grande.

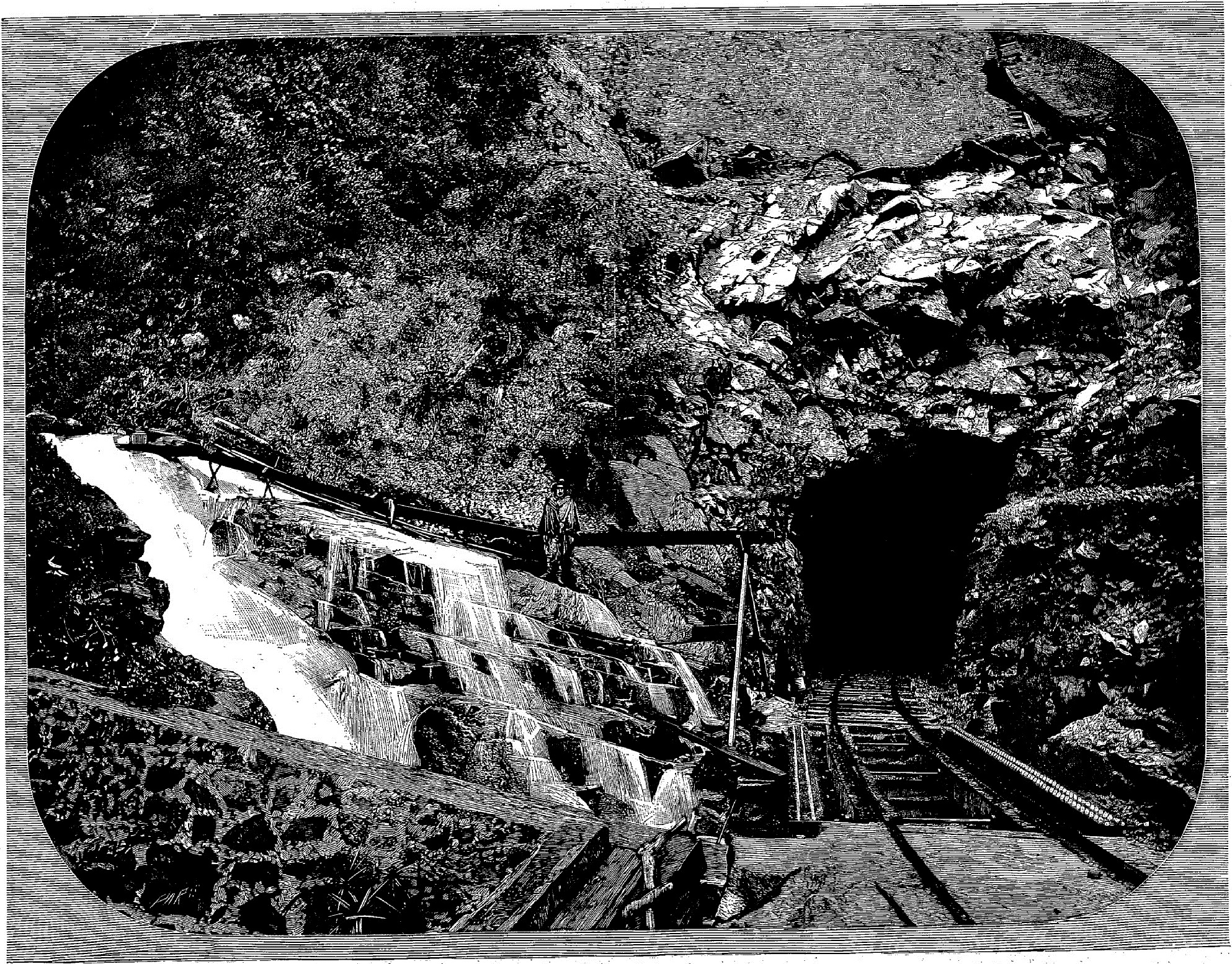
Estrada de Ferro Paraná, construída pela Société de Travaux Dyle et Bacalan (Paris): Túnel de Sanga Funda.

## A formação da RVPSC
Considerando que as ferrovias nos estados do Paraná e Santa Catarina vinham operando em condições precárias, especialmente àquelas que haviam sido administradas pela Brazil Railway Co., o Governo Federal através do Decreto-Lei nº 4.746 de 25 de setembro encampou as mesmas, instituindo oficialmente a Rede de Viação Paraná-Santa Catarina com personalidade jurídica própria de natureza autárquica.
Assim a RVPSC nasceu da fusão das seguintes ferrovias:
- Estrada de Ferro Paraná, trechos: Paranaguá-Curitiba (1885), Morretes-Antonina (1892), Curitiba-Ponta Grossa (1894), Ramal de Rio Negro (1895), Serrinha- Mafra (1902).
- Estrada de Ferro São Paulo Rio Grande, trechos:
  - Linha tronco: Ponta Grossa-Rebouças (1900), Ponta Grossa-Joaquim Murtinho (1900), Rebouças-Porto União (1904), Joaquim Murtinho-Jaguariaíva (1905), Jaguariaíva-Itararé (1908), Porto União-Marcelino Ramos (1910);
  - Ramal de São Francisco: Corupá-São Francisco do Sul (1910), Corupá-Mafra (1913), Mafra-Porto União (1917);
  - Ramal do Paranapanema: Jaguariaíva-Wenceslau Braz (1918), Wenceslau Braz-Jacarezinho (1930), Jacarezinho-Marques dos Reis (1937);
  - Ramal Barra Bonita-Rio do Peixe: Wenceslau Braz-Ibaiti (1925), Ibaiti-Lysimaco Costa (1948).
- Estrada de Ferro Norte do Paraná, trecho: Curitiba-Rio Branco do Sul (1909).

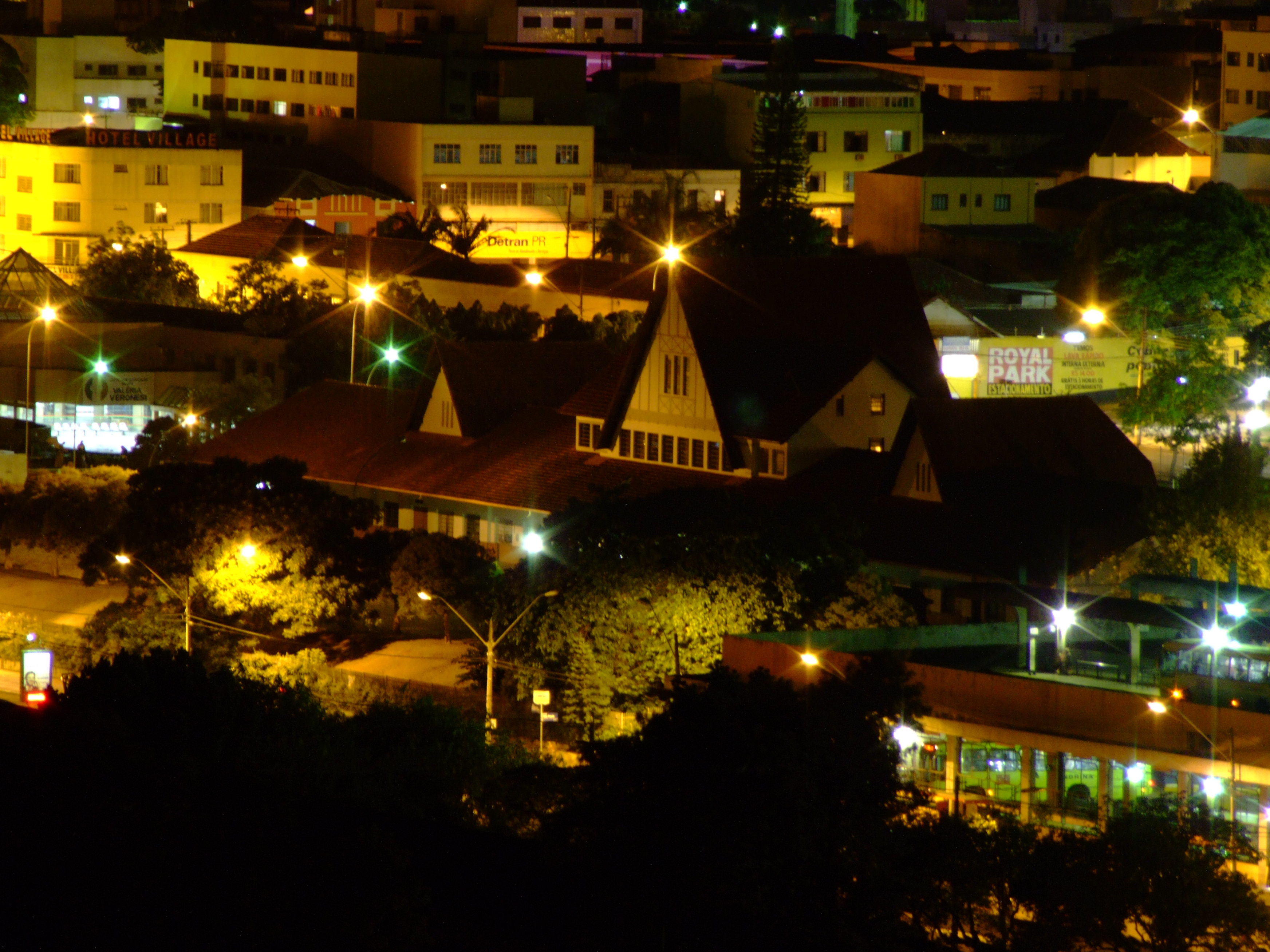
Antiga estação de Londrina, no norte do Paraná

No ano de 1944 a SPP foi incorporada à Rede Viação Paraná-Santa Catarina através do Decreto-Lei nº 6.412 de 10 de abril:
- Companhia Ferroviária São Paulo-Paraná, trechos: Ourinhos-Cambará (1924/25), Cambará-Cornélio Procópio (1930), Cornélio Procópio-Jataizinho (1932), Jataizinho-Londrina (1935), Londrina-Apucarana (1942).

A malha também foi ampliada com a interligação dos trechos Engenheiro Gutierrez-Guarapuava (1949-1958); Mafra-Lages que faz parte da ligação ferroviária Brasília-Porto Alegre e foi entregue em 1965; Uvaranas-Pinhalzinho (1974) e Apucarana-Ponta Grossa (Central do Paraná) construída entre 1949 e 1975.

Na década de 40 foram realizadas obras de reforço das pontes entre Morretes e Curitiba, executadas pelo eng. Machado da Costa, permitindo posteriormente a circulação de locomotivas diesel-elétricas.

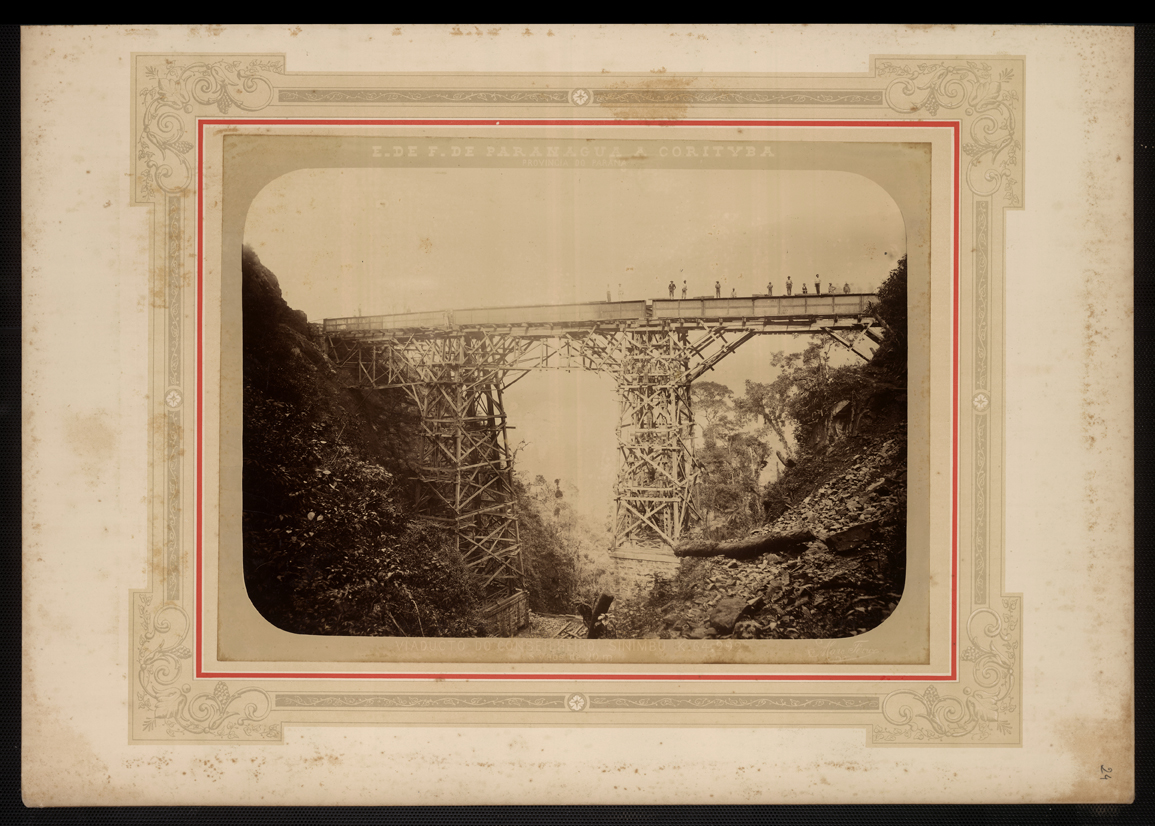
Ponte da E. F. do Paraná (Paranaguá a Curitiba) - 1879.

Com a encampação da RVPSC pela RFFSA a malha pertencente a primeira começou como RFFSA 11ª divisão, com as inscrições RFFSA e sob ela Paraná-Santa Catarina, a 11ª divisão respondia pela RVPSC e pela Estrada de Ferro Donna Thereza Christina (EFDTC) que futuramente seria desmembrada em regional própria devido a seu isolamento do sistema nacional. A 11ª divisão por vários anos respondeu a 13ª divisão, originária da antiga VFRGS.
Nos anos 90 com o projeto sigo e as Superintendências Regionais a 11ª divisão da RVPSC foi renomeada como RFFSA Superintendência Regional-5 com sede em Curitiba, ou abreviadamente RFFSA SR-5, tendo como letra de identificação pelo SIGO o "L".
Em 1997 a RFFSA foi leiloada e concessionada para a empresa Ferrovia Sul Atlântico, que em 1999 se tornaria com a fusão com 2 concessionárias Argentinas a ALL-América Latina Logistica.
Atualmente as linhas remanescentes da RVPSC são controladas pela Rumo Logística.

## Emblema da RVPSC
A beleza da concepção da mensagem que se pretendia (e se conseguiu) com o emblema da RVPSC transmitir, uma roda de locomotiva, base do moderno transporte ferroviário, atravessada por uma faixa de fazenda, flamejante, que representa a bandeira Nacional, que levada por esta locomotiva, vai propagando a união e o amor pelo trabalho em nosso país.
A roda da engrenagem, com vinte e dois dentes, representa os estados da Federação Brasileira, e ainda, o equilíbrio do funcionamento da Rede com relação a vida nacional, pela simetria de seus dentes.
Sobre o centro da engrenagem, um escudo redondo e convexo, servindo de base as iniciais da RVPSC, representando a defesa e garantia de seu excelente serviço.
E, completando a parte inferior, um garfo, a simbolizar o material mecânico, e, também, colocado como necessidade a harmonia estética do escudo.
A oficialização do escudo ocorreu em 9 de Outubro de 1944, através da portaria número 49-D, assinada pelo então diretor da RVPSC, Coronel Durival de Brito e Silva, na qual se convencionava um módulo "P" para serem mantidas as dimensões do escudo.
Roda da engrenagem:
22 dentes, sendo 15 visíveis.
altura e espessura dos dentes: 1P.
tamanho das letras da RVPSC: 1P.
Escudo:
diâmetro: 14P
grossura: 1P no filete e 3P no centro do escudo.
largura e altura do filete na extremidade 1/3 de P.
largura das letras RVPSC a parte acima do diâmetro horizontal 3P, abaixo, até o limite da circunferência de raio: 6P.
Arco:
diâmetro:10P.
largura:2P.
Comprimento:
Limitado a direita e a esquerda por uma reta de 17,33P partindo do centro do escudo e inclinando em 45º sobre o seu diâmetro horizontal.
O emblema teve 3 fases distintas: a primeira, quando sua criação e oficialização, para o uso após o surgimento da RVPSC. A segunda quando da oficialização de suas dimensões, e a terceira quando o estabelecimento de suas cores.

## Antecessoras
- Companhia Ferroviária São Paulo-Paraná (SPP)
- Estrada de Ferro Paraná (E.F.P.)
- Estrada de Ferro São Paulo Rio Grande (EFSPRG) SP-RG
- Estrada de Ferro Norte do Paraná - 1909 a 1942

## Sucessoras
- Rede Ferroviária Federal de 1957 a 1997.
  - Ferrovia Sul Atlântico de 1997 a 1999.
    -  América Latina Logística S.A. a partir de 1999.
      - Rumo Logística a partir de 2015.